# Pasożyt jednodomowy
Pasożyt jednodomowy (albo monokseniczny) – pasożyt, którego pełny cykl życiowy odbywa się na jednym żywicielu. Cykl taki określany jest jako homoecja lub jednodomność. Przeciwieństwem jest pasożyt dwudomowy, określany jako heteroecja lub różnodomność.
U zwierząt przykładem pasożyta jednodomowego może być owsik ludzki powodujący owsicę, u roślin Taphrina deformans wywołujący kędzierzawość liści brzoskwini.